# Cladocolea dimorpha
Cladocolea dimorpha är en tvåhjärtbladig växtart som beskrevs av Kuijt. Cladocolea dimorpha ingår i släktet Cladocolea och familjen Loranthaceae. Inga underarter finns listade i Catalogue of Life.